# 25B-NBOH
25B-NBOH (2C-B-NBOH, NBOH-2C-B) — психоактивное вещество из класса фенилэтиламинов, производное от 2C-B. Он действует как мощный агонист серотониновых рецепторов 5-HT2A и 5-HT2C.